# Camilla Mayer
Unter dem Künstlernamen Camilla Mayer wurden vier Hochseilartistinnen bekannt, jeweils die weibliche Hauptrolle der Hochseiltruppe Camilio Mayer.
Camilla Mayer, mit bürgerlichem Namen Lotte Witte (* 1918 in Stettin; † 20. Januar 1940 in Berlin).

Camilla Mayer schloss sich Anfang der 1930er Jahre der Mayers Hochseiltruppe an und nahm als talentierteste seiner Artisten seinen Namen an. 1935 trat sie in Atlantic City (USA) frei stehend auf einem 53 Meter hohen Stahlmast auf, was damals Weltrekord bedeutete. 1936 entging sie in Clacton-on-Sea (Großbritannien) knapp einem Attentat, als Unbekannte die Halteseile an ebendiesem Stahlmast angesägt hatten. Am 20. Januar 1940 hingegen gab es keine Rettung für sie, als sie bei Menschen, Tiere, Sensationen (Zirkusshow) in der Berliner Deutschlandhalle von einem 20-m-Stahlmast stürzte. Sie erhielt ein Ehrengrab auf dem Stettiner Hauptfriedhof.
Die Nachfolgerin von Lotte Witte war Camilla Mayer II. Zwei Artistinnen teilten sich diesen Namen. Die Erste war Ruth Hempel (später Ruth Herold, * 28. Februar 1926 in Dresden; † vor oder am 16. Juli 2023), wohnhaft in Dortmund. Anschließend wurde sie für nur ein Jahr ersetzt durch Ruth Barwinske (* 18. Februar 1926 in Breslau; † 28. Februar 2005 in Haßloch; ab 1947 Ehefrau von Alois Geryk, Chef der Bob Gerry Truppe). Als mehrere Artisten Camilio Mayer verließen, gründete Ruth Hempel die Camilla-Mayer-Truppe, die Leitung hatte Hans Zimmer. 1943 Auftrittsverbot, 1945 Wiederanfang. Mit ihr wurde 1947 der Film Artisten unter den Wolken gedreht. Die Camilla-Mayer-Truppe zeigte bereits vor 1943 die Sieben-Personen-Pyramide, also vor den Wallendas.

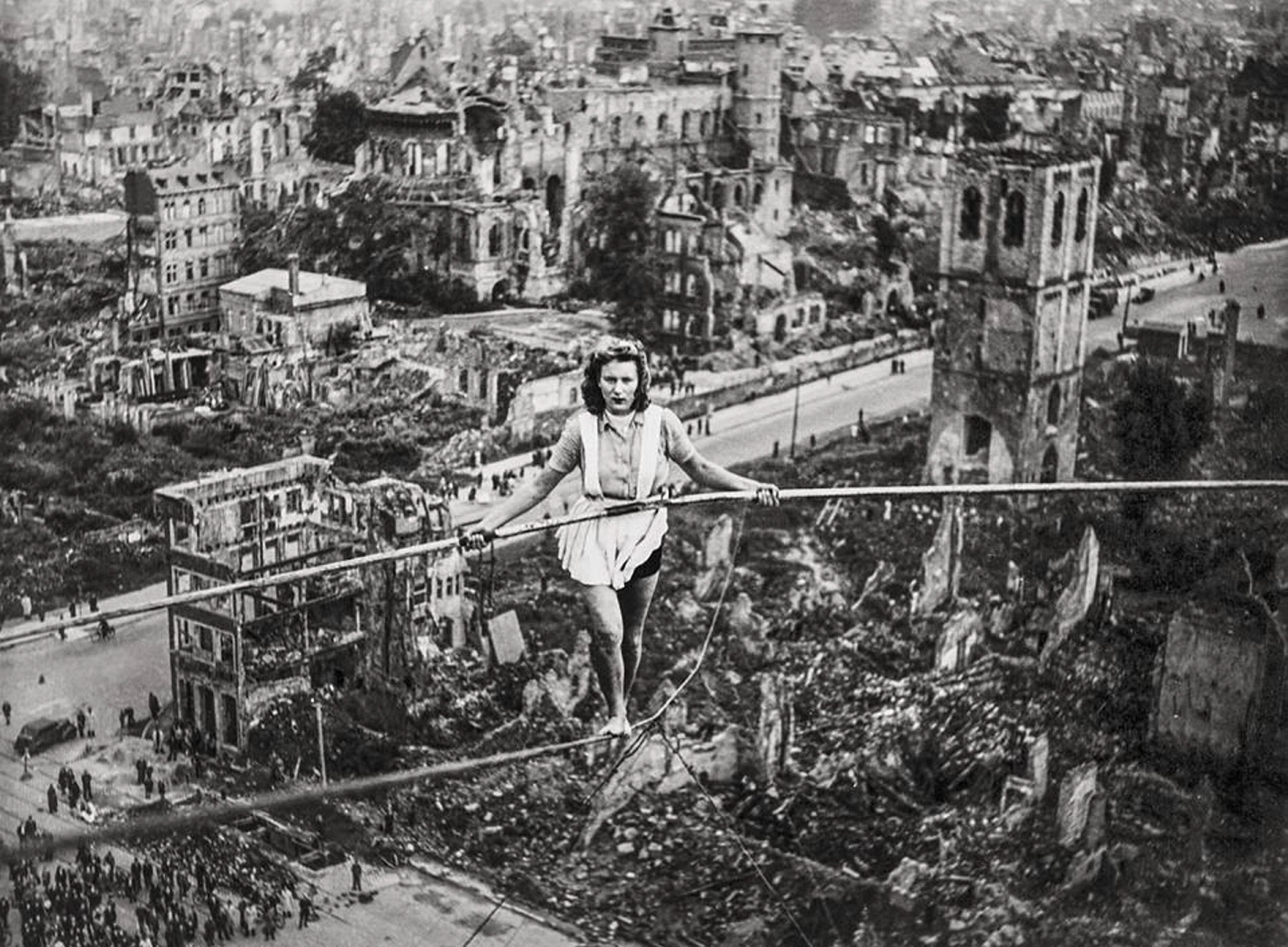
Seiltänzerin der Camilla Mayer-Truppe (Margret Zimmermann) über dem Kölner Heumarkt 1946

Camilla Mayer 3, mit bürgerlichem Namen Annemarie Mayer, geborene Füldner, hatte Camilio Mayer Mitte der 1940er Jahre in Stedten an der Ilm kennengelernt, wurde seine Ehefrau und wurde eine würdige Nachfolgerin von Lotte Witte, Ruth Hempel und Ruth Barwinske als Frontgirl der Mayerschen Hochseiltruppe. Nach dem „artistischen Ruhestand“ führte sie eine Gastwirtschaft in Stedten an der Ilm, zuletzt lebte sie in Weimar.